# Jean Heuzet
Jean Heuzet est un humaniste français, professeur au collège de Beauvais, à Paris, né vers 1660 à Saint-Quentin et mort en 1728.

## Biographie
Il travaille, sur les indications de Charles Rollin, à des éditions de livres de classe, et compose, entre autres, le Selectæ e profanis scriptoribus historiæ (Paris, 1727), longtemps en usage dans l'enseignement. Charles Simon a traduit en français ce recueil sous le titre Histoires choisies des auteurs profanes (Paris, D'Houry père, 1752), et Barrett, sous le titre : Histoires et maximes morales extraites des auteurs profanes (Paris, 1781).